# 首车镇
首车镇，是中华人民共和国湖南省湘西土家族苗族自治州永顺县下辖的一个乡镇级行政单位。

## 行政区划
首车镇下辖以下地区：
吴家社区、首车社区、伴湖村、卡措村、立烈坪村、中坝村、龙珠村和双湖村。